# Supernova Spira
Le Supernova Spira est un gratte-ciel en construction à Noida en Inde. Ils s'élèvera à 300 mètres. Son achèvement est prévu pour 2022. 